# Adelbert-von-Chamisso-Preis

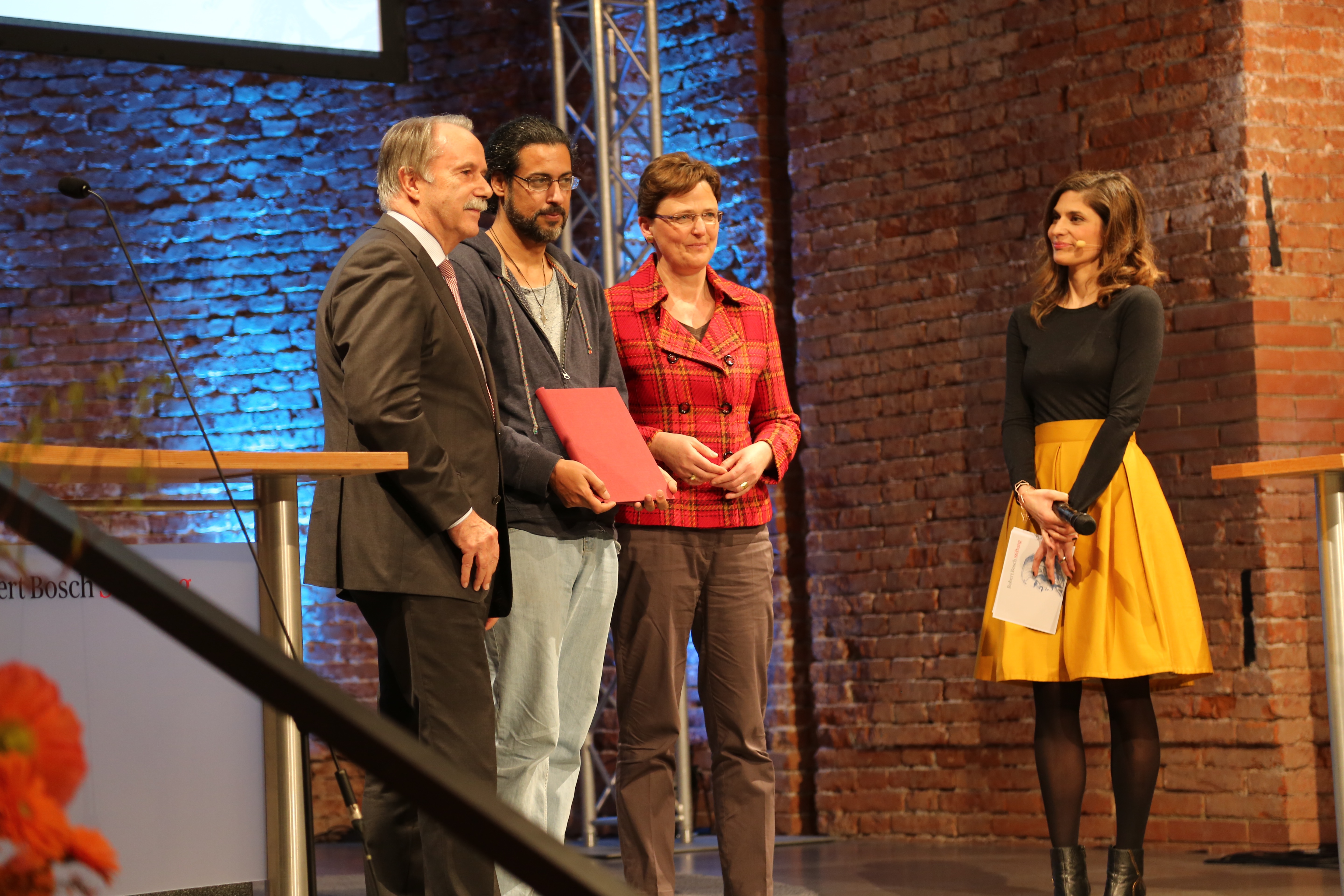
Verleihung des 33. und letzten Adelbert-von-Chamisso-Preises 2017 in der Münchner Allerheiligen-Hofkirche. Von rechts: Katty Salié (Moderatorin), Uta-Micaela Dürig (Geschäftsführerin der Robert Bosch Stiftung), Abbas Khider (Träger des Hauptpreises), Klaus-Dieter Lehmann (Präsident des Goethe-Instituts).

Der Adelbert-von-Chamisso-Preis der Robert Bosch Stiftung wurde von 1985 bis 2017 verliehen (bis 2005 gemeinsam mit der Bayerischen Akademie der Schönen Künste, seit 2006 von der Robert Bosch Stiftung allein). Der Literaturpreis zeichnete das deutschsprachige Werk von Autoren aus, die nichtdeutscher Sprachherkunft sind, wie es auch Adelbert von Chamisso war.
Im März 2017 wurde der Preis zum letzten Mal verliehen (33. Adelbert-von-Chamisso-Preis), da das Projekt von der Robert Bosch Stiftung eingestellt wurde.
Seit 2018 wird der Chamisso-Preis/Hellerau von einem Bündnis aus Vereinen, Unternehmen und Kulturakteuren in Dresden vergeben.

## Preise und Modalitäten
Der Hauptpreis war mit 15.000 Euro (2017) dotiert und bezog sich auf das bereits publizierte deutschsprachige Werk der Autoren. Daneben wurden bis zu zwei Förderpreise vergeben, bei denen auch unveröffentlichte Texte berücksichtigt wurden; sie waren mit jeweils 7000 Euro dotiert.
Die Bekanntgabe der neuen Preisträger erfolgte jährlich auf der Frankfurter Buchmesse. Die feierliche Preisverleihung fand jeweils im Februar oder März in München statt: von 1985 bis 2004 im Festsaal der Bayerischen Akademie der Schönen Künste, seit 2005 in der Allerheiligen-Hofkirche der Münchener Residenz.
Die Preisträger wurden von einer Jury ausgewählt. Beispielsweise bestand die Jury für den Adelbert-von-Chamisso-Preis 2017 aus Wolfgang Herles, Michael Krüger, Klaus-Dieter Lehmann, Wiebke Porombka, Denis Scheck, Insa Wilke und Feridun Zaimoglu.
Seit 2009 wurden die Preisträger in einem eigenen Magazin namens Chamisso vorgestellt, das zum Preis erschien.

## Preisträger
Insgesamt wurden 78 Autoren aus mehr als 20 Herkunftsländern ausgezeichnet.
- 1985 – Aras Ören. Förderpreis: Rafik Schami.
- 1986 – Ota Filip.
- 1987 – Franco Biondi und Carmine Gino Chiellino.
- 1988 – Elazar Benyoëtz. Förderpreis: Zafer Şenocak.
- 1989 – Yüksel Pazarkaya. Förderpreis: Zehra Çırak.
- 1990 – Cyrus Atabay. Förderpreis: Alev Tekinay.
- 1991 – Libuše Moníková. Förderpreis: SAID.
- 1992 – Adel Karasholi und Galsan Tschinag.
- 1993 – Rafik Schami. Förderpreis: İsmet Elçi.
- 1994 – Dante Andrea Franzetti. Förderpreis: Dragica Rajčić.
- 1995 – György Dalos. Förderpreis: László Csiba.
- 1996 – Yōko Tawada. Förderpreis: Marijan Nakić.
- 1997 – Güney Dal und José F. A. Oliver.
- 1998 – Natascha Wodin. Förderpreis: Abdellatif Belfellah.
- 1999 – Emine Sevgi Özdamar. Förderpreis: Selim Özdoğan.
- 2000 – Ilija Marinow Trojanow. Förderpreis: Terézia Mora und Aglaja Veteranyi.
- 2001 – Zehra Çırak. Förderpreis: Radek Knapp und Vladimir Vertlib.
- 2002 – SAID. Förderpreis: Francesco Micieli und Catalin Dorian Florescu.
- 2003 – Ilma Rakusa. Förderpreis: Hussain al-Mozany und Marica Bodrožić.
- 2004 – Asfa-Wossen Asserate und Zsuzsa Bánk. Förderpreis: Yadé Kara.
- 2005 – Feridun Zaimoglu. Förderpreis: Dimitré Dinev.
- 2006 – Zsuzsanna Gahse. Förderpreis: Sudabeh Mohafez und Eleonora Hummel.
- 2007 – Magdalena Sadlon. Förderpreis: Que Du Luu und Luo Lingyuan.
- 2008 – Saša Stanišić. Förderpreis: Michael Stavarič und Léda Forgó.
- 2009 – Artur Becker. Förderpreis: María Cecilia Barbetta und Tzveta Sofronieva.
- 2010 – Terézia Mora. Förderpreis: Abbas Khider und Nino Haratischwili.
- 2011 – Jean Krier. Förderpreis: Olga Martynova und Nicol Ljubić.
- 2012 – Michael Stavarič. Förderpreis: Akos Doma und Ilir Ferra.
- 2013 – Marjana Gaponenko. Förderpreis: Matthias Nawrat und Anila Wilms.
- 2014 – Ann Cotten. Förderpreis: Dana Ranga und Nellja Veremej.
- 2015 – Sherko Fatah. Förderpreis: Olga Grjasnowa und Martin Kordić.
- 2016 – Esther Kinsky und Uljana Wolf.
- 2017 – Abbas Khider. Förderpreis: Barbi Marković und Senthuran Varatharajah.

## Ehrengabe
Die Stiftung verlieh außerdem dreimal eine nicht dotierte Ehrengabe zum Adelbert-von-Chamisso-Preis an Persönlichkeiten, die durch ihr Lebenswerk in besonderer Weise im Sinne des Chamisso-Preises gewirkt haben. Mit der Ehrengabe bedacht wurden Jiří Gruša (1997), Imre Kertész (2001) und Harald Weinrich (2002).

## „Chamisso-Literatur“
Für die von den Preisträgern repräsentierte Literatur hat sich die Bezeichnung „Chamisso-Literatur“ etabliert. Diese konkurriert mit anderen Bezeichnungen, darunter: interkulturelle Literatur, multikulturelle Literatur, transkulturelle Literatur, Migrantenliteratur, Ausländerliteratur.
Der Begriff „Chamisso-Literatur“ wurde verschiedentlich kritisiert. Dieter Lamping merkte an, die Bezeichnung suggeriere zu Unrecht, dass  Adelbert von Chamisso der Begründer der deutschen Literatur zweisprachiger Schriftsteller gewesen sei. Manche Preisträger wollten nicht einer eigenen Kategorie zugeordnet werden, die von ihrem Status als Nicht-Muttersprachler ausgeht.